# Jamyang Khyentse Chökyi Lodrö

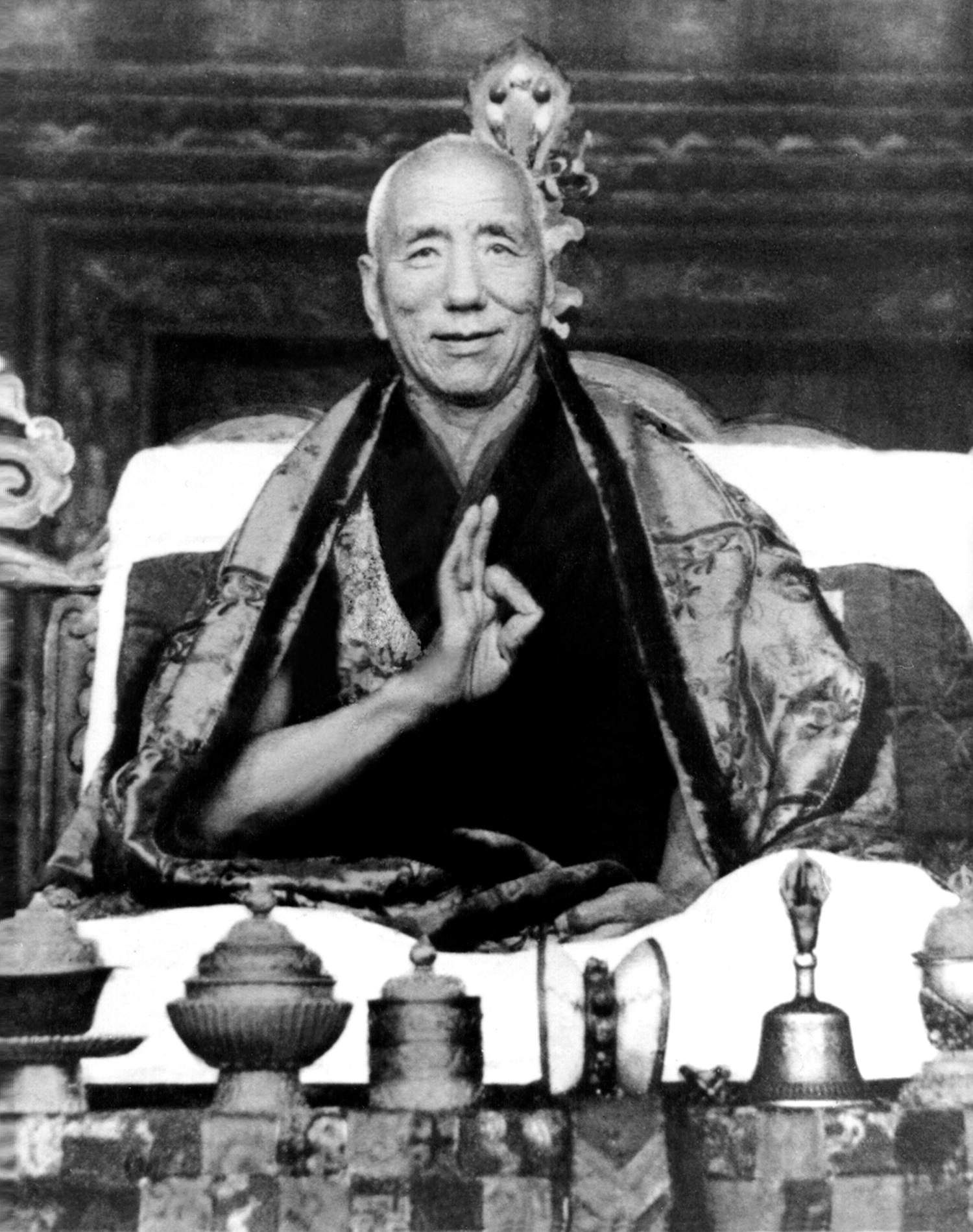
Jamyang Khyentse Chökyi Lodrö

Jamyang Khyentse Chökyi Lodrö (tib.: 'jam dbyangs mkhyen brtse chos kyi blo gros; auch: Dzongsar Khyentse Chökyi Lodrö; geb. 1893 oder 1896; gest. 1959) war einer der bedeutendsten Meister des tibetischen Buddhismus des 20. Jahrhunderts.
Ursprünglich in der Sakya-Schule ausgebildet, galt Jamyang Khyentse Chökyi Lodrö als Inkarnation des großen Sakya- und Rime-Meisters Jamyang Khyentse Wangpo (1820–1892) und führte dessen Arbeit in Tibet weiter, indem er durch Sammlung und Verbreitung verschiedener Traditionslinien dazu beitrug, den tibetischen Buddhismus in seiner Fülle vor seiner Vernichtung zu bewahren. Jamyang Khyentse Chökyi Lodrö gilt daher auch als „Meister aller Traditionslinien“ und wurde von allen Meistern aller tibetischen Schulen verehrt. Seine Gefährtin (gSang yum) von 1952 bis 1959 war Khandro Tsering Chödrön.
Sein bedeutendster Schüler war Dilgo Khyentse Rinpoche, ein berühmter Meister der Nyingma-Schule des tibetischen Buddhismus. Auch der im Westen bekannte Lama Sogyal Rinpoche war Schüler von Jamyang Khyentse Chökyi Lodrö. Als Jamyang Khyentse Chökyi Lodrö im Jahre 1959 starb, sollen sich verschiedene wundervolle Zeichen ereignet haben. Unmittelbar nach dem Todeseintritt sollen sich Nachts in Sikkim verschiedene Lichtphänomene am Himmel gezeigt haben und der Körper von Jamyang Khyentse ging über mehrere Monate hinweg nicht in den Verwesungsprozess über. Er konnte so über längere Zeit aufgebahrt werden, um vielen Meistern und Schülern noch die Gelegenheit zu geben Abschied nehmen zu können.
Dzongsar Jamyang Khyentse (* 1961 in Bhutan) wird als Inkarnation Jamyang Khyentse Chökyi Lodrös angesehen.